# Thorning (plaats)
Thorning is een plaats in de Deense regio Midden-Jutland, gemeente Silkeborg. De plaats telt 1013 inwoners (2008).